# シドニー (空母)
シドニー (HMAS Sydney, R17/A214) は、オーストラリア海軍の航空母艦。元はイギリス海軍のマジェスティック級航空母艦2番艦、テリブル (HMS Terrible, R93) であった。

## 艦歴
テリブルは1943年4月19日にプリマスのデヴォンポート工廠で起工し、1944年9月30日に進水した。同級の他の艦同様、第二次世界大戦の終了により工事は中断されたが、オーストラリア海軍への売却が決定しシドニーと改名、1948年12月16日にオーストラリア海軍最初の空母として就役した。シドニーと姉妹艦のメルボルン (HMAS Melbourne, R21) はマジェスティック級の中で戦後に完成した最初の艦であり、最も先進的な艦であった。
シドニーはホーカー シーフューリーとフェアリー ファイアフライを装備し、1951年から52年にかけて朝鮮戦争に参加、朝鮮半島水域で国連軍と共に行動した。シドニーは多くの戦闘に参加し、1日で89回の出撃を行い軽艦隊空母の記録を達成した。
その後、艦上機は近代化されA-4Gスカイホークとウェストランド ウェセックスを搭載している。
シドニーはその任務を姉妹艦のメルボルンに引き継ぎ、1955年4月22日に航空団を降ろし訓練艦となる。
1958年5月30日にシドニーで予備役となるが、1962年3月7日に高速兵員輸送艦として再就役した。ベトナム戦争ではオーストラリア軍の任務部隊を支援し、24回の兵員輸送を行う。それによって艦には「Vung Tau Ferry」の愛称が付けられた。
シドニーは1973年11月12日に退役し、1975年10月28日に韓国釜山の東国製鋼にスクラップとして売却、12月23日に牽引されてシドニーを出航し、解体処分された。